# Пафа
Пафа (грч. Πάφος) (лат. Paphos) је кћерка кипарског скулптора Пигмалиона и његове жене Галатеје.

## Митологија
По њој је добио име град на југозападној обали острва Кипар, на коме се налази славни храм богињи љубави Афродити, град Пафос, који и дан данас носи то име.
Антички аутори понекад помињу и Галатејиног и Пигмалионовог сина, који се звао Паф (или Пафо), а који је био отац кипарског краља Кинире који је утемељио град Пафос.